# UC-6号潜艇
陛下之UC-6号艇是德意志帝国海军于第一次世界大战期间建造的其中一艘UC-I型近岸布雷潜艇或称U艇。它由汉堡的伏尔铿船厂承建，于1915年6月20日新船下水，至当月24日交付使用。其全长33.99米，水面及水下排水量分别为168吨和183吨，艇载武器则包括六具水雷投放井以及一门8毫米口径机枪。UC-6号入役后曾被部署至驻泽布吕赫的佛兰德区舰队，并参与了大西洋潜艇战。通过其八十九次布雷巡逻，共间接致沉55艘协约国或中立国的舰船，累计总吨位达64129吨。1917年9月27日，UC-6号在北福尔兰角附近触雷沉没，艇内16名官兵全数阵亡。

## 设计
第一次世界大战爆发后，为配合欧洲大陆的战事，德意志帝国海军鱼雷监察局（Inspektion des Torpedowesens）于1914年9月向潜艇监察局（Inspektion des U-Bootwesens）提议，研制小型布雷潜艇用于在法国近岸水域实施水雷封锁。潜艇局随即完成了代号为“35a号工程”的设计方案，即UC-I型潜艇。有别于同时代的大多数潜艇类别，该型潜艇基本上采用单壳体；这意味着艇体全由耐压壳体构成，当中集成了用于下潜的潜水舱。这种结构类型是衍生自19世纪后期德国的第一艘实验性U艇，在当时实际上已显过时。
UC-6号是首批15艘UC-I型方案的六号艇。这个亚型是基于同时开发的近岸作业潜艇UB-I型发展而来，但体积略大，全长为33.99米，并有3.04米的吃水深度；舷宽则同样限定在3.15米，以满足铁路运输所要求的装载限界。其水上和水下排水量分别为168吨和183吨。艇只搭载有一台功率为90匹公制馬力（66千瓦特）的戴姆勒制六缸四冲程柴油发动机用于水面运行，以及一台175匹公制馬力（129千瓦特）的西门子-舒克特电动发电机供水下运行；它们用以驱动一根单轴直径为1.08米长的三叶螺旋桨。该艇的潜航深度为50米。
UC-6号在水上的最高速度为6.2節（11.5每小時），在水下的最高航速则为5.22節（9.67每小時）。它可以5節（9.3每小時）的速度在水上巡航780海里（1,440），或以4節（7.4每小時）的速度在水下巡航50海里（93）。作为专用的布雷潜艇，该艇取消了鱼雷发射管，改为六具倾斜式水雷存储井，并可携带12枚UC120型水雷。布雷时只需将存储井底部的盖板打开，水雷便可凭借自身重量滑入水中。此外，在甲板上还配备有一挺8毫米口径机枪作为辅助武器。其标准船员编制为1名军官及13名水兵。

## 历史
UC-6号是由国家海军办公室作为C项战时订单（Kriegsauftrag C）的一部分，于1914年11月23日向汉堡的伏尔铿船厂订购，建造编号为50。艇只于1915年6月20日下水，至当月24日在首度担任艇长的海军中尉马蒂亚斯·格拉夫·冯·施梅托的指挥下正式交付使用。在施梅托之后，还有5人曾担任UC-6号艇长。与同型的大多数姊妹艇一样，UC-6号在竣工后便通过铁路被运往泽布吕赫，于1915年7月31日加入驻当地的佛兰德区舰队，成为海军佛兰德集团军的一份子。
在为期两年多的服役生涯中，UC-6号参与了大西洋潜艇战，在布鲁日至加来附近海域间共完成多达89次布雷巡逻，是一战期间执行任务次数最多的德国U艇。在此期间，共有协约国或中立国的35艘商船、1艘军舰和19艘辅助军舰因撞上该艇布设的水雷而沉没，累计总吨位达64129吨。其中，体积最大的受害者是容积总吨达12431吨的半岛东方客轮马洛亚号，它于1916年2月27日从伦敦前往孟买途中，在距多佛港西南约2海里（3.7）处触雷沉没，共造成155人罹难。这同时也是战争期间遭U艇袭击的最大型船舶之一。被UC-6号击沉的唯一一艘军舰则是排水量为810吨的英国皇家海军扫雷舰拉德洛号（HMS Ludlow），它于1916年12月29日在希普沃什灯船（Shipwash Lightship）附近触雷沉没，导致舰上6名官兵阵亡。
1917年9月27日，UC-6号从泽布吕赫启航，前往肯特诺克附近布设水雷，从此再未归航。据英国巡逻队后来的报告称，该艇当天是在北福尔兰角附近的英国雷区内（51°30′42″N 01°34′40″E / 51.51167°N 1.57778°E）触雷爆炸沉没，艇内16名官兵全数阵亡。此外，也有来源表示UC-6号是9月28日在桑顿滩（Thornton Bank）的东南角被一架英国的水上飞机摧毁。

## 袭击历史摘要
| 日期           | 船名                | 船籍         | 吨位  | 结局 |
| -------------- | ------------------- | ------------ | ----- | ---- |
| 1915年8月14日  | 沃斯利号            | 英國皇家海軍 | 309   | 击沉 |
| 1915年8月16日  | 日本号              | 英國皇家海軍 | 205   | 击沉 |
| 1915年8月25日  | 迪萨号              | 瑞典         | 788   | 击沉 |
| 1915年8月28日  | 戴恩号              | 英國皇家海軍 | 265   | 击沉 |
| 1915年8月29日  | 威廉·斯蒂芬森爵士号 | 英国         | 1540  | 击沉 |
| 1915年9月16日  | 非洲号              | 英国         | 1038  | 击沉 |
| 1915年9月18日  | 吕底亚人号          | 英國皇家海軍 | 244   | 击沉 |
| 1915年9月18日  | 圣泽费里诺号        | 英国         | 6430  | 击伤 |
| 1915年9月20日  | 霍尔登号            | 英国         | 1434  | 击沉 |
| 1915年9月23日  | 格罗宁根号          | 英国         | 988   | 击沉 |
| 1915年9月24日  | 伟大的心号          | 英國皇家海軍 | 78    | 击沉 |
| 1915年9月27日  | 尼格蕾塔号          | 英国         | 3187  | 击伤 |
| 1915年10月5日  | 西鲱号              | 法国海军     | 214   | 击沉 |
| 1915年10月18日 | 阿勒颇号            | 英国         | 3870  | 击伤 |
| 1915年10月18日 | 萨莱诺号            | 挪威         | 2431  | 击沉 |
| 1915年10月21日 | 莫尼托利亚号        | 英国         | 1904  | 击沉 |
| 1915年10月31日 | 白羊宫号            | 英國皇家海軍 | 268   | 击沉 |
| 1915年10月31日 | 埃德希瓦号          | 挪威         | 1092  | 击沉 |
| 1915年10月31日 | 奥赛罗二号          | 英國皇家海軍 | 206   | 击沉 |
| 1915年10月31日 | 特沃德号            | 英国         | 1218  | 击沉 |
| 1915年11月3日  | 弗里亚盖特号        | 英国         | 264   | 击沉 |
| 1915年11月12日 | 莫尔塞德号          | 英国         | 311   | 击沉 |
| 1915年11月12日 | 奈杰尔号            | 英国         | 1400  | 击沉 |
| 1916年1月12日  | 特拉奎尔号          | 英国         | 1067  | 击沉 |
| 1916年2月12日  | 莱斯特号            | 英国         | 1001  | 击沉 |
| 1916年2月21日  | 卡尔顿号            | 英國皇家海軍 | 267   | 击沉 |
| 1916年2月24日  | 特里尼亚克号        | 法國         | 2375  | 击沉 |
| 1916年2月27日  | 威廉堡皇后号        | 英国         | 2181  | 击沉 |
| 1916年2月27日  | 马洛亚号            | 英国         | 12431 | 击沉 |
| 1916年2月28日  | 三钟经号            | 英國皇家海軍 | 304   | 击沉 |
| 1916年2月28日  | 锦带花号            | 英國皇家海軍 | 262   | 击沉 |
| 1916年3月4日   | 扑翅䴕号            | 英國皇家海軍 | 192   | 击沉 |
| 1916年3月23日  | 科罗纳号            | 英國皇家海軍 | 212   | 击沉 |
| 1916年3月23日  | 大海蛇号            | 英国         | 902   | 击沉 |
| 1916年3月24日  | 克里斯蒂安松号      | 丹麦         | 1017  | 击沉 |
| 1916年3月26日  | 圣则济利亚号        | 英国         | 4411  | 击沉 |
| 1916年4月7日   | 神翠鸟号            | 英国         | 1319  | 击沉 |
| 1916年4月14日  | 谢南多厄号          | 英国         | 3886  | 击沉 |
| 1916年4月21日  | 骑行信使号          | 法国海军     | 267   | 击沉 |
| 1916年4月29日  | 圣科朗坦号          | 法国海军     | 216   | 击沉 |
| 1916年5月16日  | 巴达维人五号        | 荷蘭         | 1569  | 击沉 |
| 1916年5月26日  | 福尔哈丁号          | 比利时       | 1000  | 击沉 |
| 1916年6月1日   | 梅纳特阁下号        | 挪威         | 646   | 击沉 |
| 1916年6月8日   | 卡普雷达号          | 英國皇家海軍 | 245   | 击沉 |
| 1916年6月19日  | 科尔顿灯船          | 英国         | 不详  | 击沉 |
| 1916年6月19日  | 圣雅各号            | 法國         | 72    | 击沉 |
| 1916年6月21日  | 奥蒂斯·塔达号       | 荷蘭         | 759   | 击沉 |
| 1916年6月23日  | 缅甸号              | 英国         | 706   | 击沉 |
| 1916年6月27日  | 岸电号              | 荷蘭         | 1441  | 击沉 |
| 1916年6月29日  | 广濑号              | 英國皇家海軍 | 275   | 击沉 |
| 1916年7月7日   | 塘鹅号              | 英国         | 1127  | 击沉 |
| 1916年7月10日  | 喀拉号              | 英国         | 2338  | 击沉 |
| 1916年9月3日   | 马斯科特号          | 英国         | 1097  | 击沉 |
| 1916年10月2日  | 伊娃少女号          | 英國皇家海軍 | 76    | 击沉 |
| 1916年12月29日 | 罗纳达号            | 英国         | 1286  | 击沉 |
| 1916年12月29日 | 拉德洛号            | 英國皇家海軍 | 810   | 击沉 |
| 1916年12月29日 | 托特尼斯号          | 英國皇家海軍 | 810   | 击伤 |
| 1917年2月22日  | 阿什塔比拉号        | 英国         | 7025  | 击伤 |
| 1917年3月31日  | 前锋三号            | 英國皇家海軍 | 89    | 击沉 |
| 1917年4月19日  | 卢米纳号            | 英国         | 5856  | 击伤 |
| 1917年5月12日  | 沃特维尔号          | 英国         | 1968  | 击伤 |
| 1917年6月7日   | 墨丘利号            | 英國皇家海軍 | 378   | 击伤 |
| 1917年6月16日  | 罗尔德·阿蒙森号     | 挪威         | 4390  | 击伤 |
| 1917年6月18日  | 多特·延森号         | 丹麦         | 2086  | 击沉 |

## 脚注
1. ↑  Tarrant，第173頁.
2. 1 2 3  Helgason, Guðmundur. . German and Austrian U-boats of World War I - Kaiserliche Marine - Uboat.net.   [2009-02-20].
3. ↑  Gröner 1991，第30-31頁.
4. 1 2  Helgason, Guðmundur. . German and Austrian U-boats of World War I - Kaiserliche Marine - Uboat.net.   [2015-01-02].
5. ↑  Helgason, Guðmundur. . German and Austrian U-boats of World War I - Kaiserliche Marine - Uboat.net.   [2015-01-02].
6. ↑  Helgason, Guðmundur. . German and Austrian U-boats of World War I - Kaiserliche Marine - Uboat.net.   [2015-01-02].
7. ↑  Helgason, Guðmundur. . German and Austrian U-boats of World War I - Kaiserliche Marine - Uboat.net.   [2015-01-02].
8. ↑  Helgason, Guðmundur. . German and Austrian U-boats of World War I - Kaiserliche Marine - Uboat.net.   [2015-01-02].
9. ↑  Helgason, Guðmundur. . German and Austrian U-boats of World War I - Kaiserliche Marine - Uboat.net.   [2015-01-02].
10. ↑  陈进，第45頁.
11. 1 2 3  Gröner 1991，第30–31頁.
12. 1 2  陈进，第46頁.
13. ↑  Herzog，第139頁.
14. ↑  Herzog，第123–126頁.
15. 1 2  Helgason, Guðmundur. . German and Austrian U-boats of World War I - Kaiserliche Marine - Uboat.net.   [2014-12-31].
16. ↑  Helgason, Guðmundur. . German and Austrian U-boats of World War I - Kaiserliche Marine - Uboat.net.   [2022-07-11].
17. ↑  Helgason, Guðmundur. . German and Austrian U-boats of World War I - Kaiserliche Marine - Uboat.net.   [2009-04-14].
18. ↑  Helgason, Guðmundur. . German and Austrian U-boats of World War I - Kaiserliche Marine - Uboat.net.   [2022-07-11].
19. ↑  Messimer，第243頁.